# Episodi di The Ren & Stimpy Show (quinta stagione)
La quinta stagione della serie animata The Ren & Stimpy Show, composta da 10 episodi, è stata trasmessa negli Stati Uniti, da Nickelodeon e MTV, dal 3 giugno 1995 al 20 ottobre 1996.
In Italia è trasmessa su Comedy Central dall'11 ottobre 2024 al 24 ottobre 2024.
| nº | Titolo originale       | Titolo italiano             | Prima TV USA     | Prima TV Italia |
| -- | ---------------------- | --------------------------- | ---------------- | --------------- |
| 1  | Space Dogged           | Cane nello spazio           | 3 giugno 1995    | 15 ottobre 2024 |
| 1  | Feud for Sale          | Vendesi faida               | 3 giugno 1995    | 15 ottobre 2024 |
| 2  | Hair of the Cat        | Pelo di gatto               | 1º luglio 1995   | 16 ottobre 2024 |
| 2  | City Hicks             | Campagnoli di città         | 1º luglio 1995   | 16 ottobre 2024 |
| 3  | Stimpy's Pet           | L'animaletto di Stimpy      | 7 ottobre 1995   | 22 ottobre 2024 |
| 3  | Ren's Brain            | Il cervello di Ren          | 7 ottobre 1995   | 22 ottobre 2024 |
| 4  | Bellhops               |                             | 28 ottobre 1995  | inedito         |
| 4  | Dog Tags               |                             | 28 ottobre 1995  | inedito         |
| 5  | I Was a Teenage Stimpy | Stimpy adolescente          | 4 novembre 1995  | 23 ottobre 2024 |
| 5  | Who's Stupid Now?      | Ora chi è lo stupido?       | 4 novembre 1995  | 23 ottobre 2024 |
| 6  | School Mates           | Compagni di scuola          | 11 novembre 1995 | 18 ottobre 2024 |
| 6  | Dinner Party           | Cena elegante               | 11 novembre 1995 | 18 ottobre 2024 |
| 7  | Big Flakes             | Grossi fiocchi              | 18 novembre 1995 | 14 ottobre 2024 |
| 7  | Pen Pals               |                             | 18 novembre 1995 | inedito         |
| 8  | Terminal Stimpy        | Stimpy terminale            | 9 dicembre 1995  | 11 ottobre 2024 |
| 8  | Reverend Jack          | Il reverendo Jack           | 9 dicembre 1995  | 11 ottobre 2024 |
| 9  | A Scooter for Yaksmas  | Uno scooter per Schifezzale | 16 dicembre 1995 | 24 ottobre 2024 |
| 10 | Sammy and Me           | Io e Sammy                  | 20 ottobre 1996  | 21 ottobre 2024 |
| 10 | The Last Temptation    | L'ultima tentazione         | 20 ottobre 1996  | 21 ottobre 2024 |

## Cane nello spazio
L'episodio inizia con un filmato sulla guerra tra l'unione sovietica e Stati Uniti ambientato nel 1954. Qui si vedono Ren e Stimpy che cercano di superare dei test per venire reclutati come cadetti dello spazio. Poi, si vedono il duo nelle loro figure sovietiche, ovvero Renovich e Stimpski, e salgono a bordo di un razzo per cercare di vincere una gara nello spazio contro gli Stati Uniti. Sia loro che gli Stati Uniti rimangono fermi, così Ren cerca di rubare del carburante dalla loro navicella collegando dei tubi, anche se un maiale li fa spezzare, essendosi infilato dentro. Il maiale si butta dentro al camino, velocizzando il razzo dell'Unione Sovietica di un sacco, dando un grosso vantaggio ai cadetti. I due però atterrano negli Stati Uniti, dove vengono visti da un soldato americano, che per la vergogna gli dà delle bandierine americane per far credere alla gente che hanno vinto loro.

## Vendesi faida
Il solito uomo cerca di vendere ad Abner Demente ed Ewalt Ignorante delle cose inutili facendoli litigare con lo scopo di guadagnare moltissimi soldi.

## Pelo di gatto
Afflitto da pesanti allergie, Ren non sa che la causa potrebbe essere proprio il suo migliore amico Stimpy.

## Campagnoli di città
I due lasciano il paese quando numerose piogge rovinano i loro campi facendo crescere frutta e verdura.

## L'animaletto di Stimpy
Ren e Stimpy trovano un pagliaccio abbandonato sull'uscio e discutono se sia il caso di tenerlo con loro o meno. Alla fine Stimpy lo tiene, ma Ren, dopo che il clown lo ha fatto arrabbiare numerose volte, si sbarazza di lui con la scusa che non vuole più bene a Stimpy, cosa che renderà il gatto triste appena sente la notizia. Dopo alcuni mesi, il clown riesce a ritornare e a ricongiungersi con Stimpy, mentre sul letto di Ren ci sono cuccioli di pagliaccio, che gli faranno cambiare idea, tenendoli in casa.

## Il cervello di Ren
Stimpy fa degli esperimenti su dei cervelli, fallendo miseramente, siccome i cervelli testati non erano di alta qualità. Mentre si sta per addormentare sul letto, capisce che il cervello di Ren è perfetto, così fa un'operazione chirurgica per aprire la testa di egli, estrae il cervello e lo butta in un'acqua speciale per mantenerlo in ottime condizioni. Il cervello di Ren continua a vivere una vita normale senza accorgersi di nulla, o almeno fino a quando non scambia il suo corpo per un altro chihuahua e decide di picchiare Stimpy. Stimpy è costretto a prendere un sedativo per il cervello per difendersi, ma alla fine si vede il mondo esplodere causato dalle esplosioni dei cervelli dei cittadini.

## Bellhops
Ren e Stimpy diventano facchini, ma devono assicurarsi che nessuno debba sapire chi vive negli ultimi due piani, ma la loro curiosità li spingerà a scoprirlo.

## Dog Tags
Ren è gasato per la gara canina annuale "Dog Lodge" e Stimpy vuole a tutti i costi venire. Ren accetta, ma questo si rivelerà essere un errore perché due cani gli vietano l'accesso, dato che lo scambiano per una zanzara. Ren però trova ridicola questa cosa, così gli vuole dimostrare di essere un autentico cane con dei test.

## Stimpy adolescente
Stimpy cresce e diventa un adulto.

## Ora chi è lo stupido?
Il produttore de Lo show di Ren e Stimpy vuole cancellare il programma, ma Ren è contrario all'idea, al punto di fare quello che il produttore vuole per lasciare il cartone andare ancora in TV, così ad egli viene l'idea di invertire le loro personalità e peso corporeo. Dopo aver visto la reazione negativa del pubblico, Ren impazzisce in diretta televisiva, e il pubblico gioisce

## Compagni di scuola
Ren riceve una chiamata da Chuck, un suo vecchio compagno di confraternita, anch'esso cane. I due sono felici di vedersi, fino a quando Chuck non vede Stimpy, che rincorre perché gatto. Dopo aver visto anche gli abiti femminili, le tazzine da te e i mobili rosa fatti da Stimpy e il fatto che Ren viva con un gatto, Chuck rimane negativamente sorpreso nel sapere che, col tempo, il suo amico abbia perso l'istinto canino, così cerca di aiutarlo. Dopo che i due si divertono, Chuck nota un annuario dove risiede una foto di Ren da nerd, e questi viene deriso da tutti, con l'abbandono di Chuck, che passa ad essere amico di Stimpy. Ren si deprime, dandosi dello sfigato inutile, e Stimpy, per rallegrarlo un pochino, si traveste da gatto per farsi inseguire.

## Cena elegante
Ren e Stimpy danno una festa dove sono invitati: Muddy Saltafango con sua moglie L'Ingorda, il Signor Cavallo, il Professor Mosca con sua moglie Miss Carne Rancida 1983, Yak con sua moglie, Haggis MacHaggis, Il solito uomo, Pollo, Babbuino, Sammy Mantide, il Generale Testone e Uomo Toast. Tuttavia, alla fine dell'episodio, si viene a sapere che la festa è stata tenuta nella casa dei signori Pipa, e Ren, per non finire nei guai, li corrompe con dei soldi.

## Grossi fiocchi
Ren e Stimpy vanno in uno chalet per l'inverno. Stimpy, prima di dormire, si mette a pregare, ma dato che ci mette troppo, Ren gli urla di sbrigarsi. I due rimangono poi bloccati da una valanga enorme di neve, dopo che Stimpy, per finire la preghiera, ha urlato "Amen" fortissimo.

## Pen Pals
Ren e Stimpy stanno guardando la televisione, dove spunta fuori una pubblicità che annuncia l'apertura di una nuova prigione con una caratteristica molto speciale: qui i prigionieri vengono trattati come re. Il duo è esaltato a sentire ciò, e fanno di tutto per venire arrestati ed essere mandati là. Alla fine ci riescono, ma verrà rivelato che la pubblicità era tutto un inganno.

## Stimpy terminale
Mentre è in cantina a rendere l'acqua più calda per il bagno di Ren, Stimpy viene ucciso da un sasso gigante caduto dal cielo che appare essere un escremento del Signor Cavallo. Stimpy si accorge che gli è rimasta un'ultima vita, e deve cercare di non sprecarla, anche se poi lui e Ren moriranno dopo un'esplosione in casa dopo aver acceso un fiammifero, visto che Stimpy ha spaccato la caldaia che ha fatto perdere del gas.

## Il reverendo Jack
Ren e Stimpy lavorano per il suo capo Jack, che tutti i giorni va a vendere ai bambini la loro carne e di fare degli spettacoli a base di carne. Tuttavia, Jack inizia ad impazzire e, infatti, fuge nel deserto insieme al duo con il suo furgone. Sfortunatamente per il capo, il poliziotto Jasper lo accusa per essersi diventato matto e lo condanna per sempre in esiliò, anche se Jack se ne va con il suo cavallo di carne. Alla fine, Ren e Stimpy decidono di fare degli spettacoli ai bambini.

## Uno scooter per Schifezzale
Ren e Stimpy sono alle prese con i preparativi per Schifezzale, una festività in cui Babbopuzzolente e il suo aiutante portano dei bellissimi regali, tra cui salsicce e caramelle premasticate. Durante lo scartamento dei regali, Ren riceve una regina, ma Stimpy, al posto dello scooter da lui richiesto di Johnny Future, riceve dei bastoncini Fudge Pop della Cobb.Co, cosa che lo fa arrabbiare. Dopo aver tristemente guardato lo scooter di fronte in una vetrina, sbatte fortemente i pugni sul vetro, che causa la sua rottura, e lo scooter gli finisce in mano. Una signora lo vede e scambia per un ladro, e questo costringe Stimpy a scappare. Un po' di ore dopo, Stimpy si reca nell'hotel dove risiede Babbopuzzolente, ma fa un incidente che distrugge lo scooter. Stimpy entra e scopre che in realtà Babbopuzzolente aveva lo scooter nel sacco e che se n'era dimenticato, così Stimpy lo prende, lascia lì lo scooter rotto per farlo riparare a Babbopuzzolente e se ne va via con lo scooter nuovo di zecca. La polizia però circonda il motel e credono che sia stato in realtà lui a rubarlo, così lui e il suo aiutante Yak scappano.

## Io e Sammy
Stimpy è un grande fan di Sammy Mantide, tanto che colleziona cose di ogni tipo che appartengono a lui. Una notte, si reca nel giardino di casa sua e vede che ha organizzato una festa. Sammy, però, lo scopre e Stimpy gli prega di staccargli la testa, che è il suo desiderio più grande. Alla fine dell'episodio, Stimpy gli mostra la sua testa di Sammy a Ren, però, lui non è interessato.

## L'ultima tentazione
Mentre Ren sta mangiando, gli va di traverso del cibo e muore. La sua anima esce fuori dal corpo e osserva che cosa stava facendo Stimpy per non essersi accorto di nulla: il gatto stava guardando i cartoni con le cuffie. A questo punto, l'anima di Ren sale in cielo ad aspettare la fermata del pullman per il purgatorio. Sceso dal mezzo, incontra "The Big Guy", che è Wilbur Cobb travestito che gli elenca tutti gli errori commessi dalla sua vita. Ren, dopo aver appreso gli sbagli, torna giù e riprende il possesso del proprio corpo: dove Stimpy libera involontariamente il cibo dando una pacca forte sulla schiena del cadavere di Ren per correggersi e avvisare Stimpy che se seguirà le sue orme, rischierà di pentirsi. Durante la cena, Stimpy mangia una coscia di prosciutto, che causerà anche a lui di soffocare, ma Ren decide di svignarsela per oggetti costosi, fino a quando non arriva "Il ragazzone" a fare la cosa giusta. Ren lo salva, e come ricompensa, "Il ragazzone" gli porta via tutti i beni materiali.